# Rinconete y Cortadillo
Rinconete y Cortadillo (auch: Riconete y Cortadillo; deutsch z. B. Rinconete und Cortadillo, Riconete und Cortadillo, Ecklein und Schnittel, Eklein und Schnittel, Die Schelmenzunft von Sevilla) ist eine Novelle von Miguel de Cervantes. Die Novelle erschien 1613 in Madrid als Teil der Novelas ejemplares.

## Kurzbeschreibung
Zwei junge Kleinkriminelle tun sich in einer ländlichen Kneipe zusammen und reiten mit einer Reisegesellschaft in die Stadt Sevilla. Dort werden sie Mitglied einer Bruderschaft von Kriminellen und begegnen verschiedenen Unterwelt-Charakteren.

## Inhaltsangabe
Die beiden jungen Kleinkriminellen Pedro del Rincón und Diego Cortado lernen sich in einer Kneipe an der Grenze der Felder von Alcudia kennen. Um an Geld zu kommen, spielen sie mit Rincóns gezinkten Karten Einundzwanzig, damit andere Gäste zum Mitspielen und Verlieren verleitet werden. Auf diese Weise nehmen Rincón und Cortado einen Maultiertreiber aus, es kommt zum Streit, vor dessen Folgen Rincón und Cortado durch eine Reisegesellschaft gerettet werden, die sie mit nach Sevilla nimmt. Zur Tarnung ihrer geplanten illegalen Aktivitäten werden Rincón und Cortado dort Lastenträger. Einen Gelegenheitsdiebstahl Cortados an einem Sakristan beobachtet der junge Ganchuelo, ebenso Lastenträger und Krimineller wie Rincón und Cortado. Ganchuelo fordert von den beiden Neuankömmlingen, sich „wenigstens in die Listen des Herrn Monipodio eintragen [zu] lassen, der hier der Vater, Lehrmeister und Schutzherr aller Diebe ist.“ Ganchuelo bringt Rincón und Cortado zum großen Haus Monipodios, wo sie von Monipodio auf kriminelle Tauglichkeit abgeprüft werden und die Spitznamen Rinconete und Cortadillo erhalten. In Monipodios Residenz lernen Rincón und Cortado verschiedene Charaktere kennen, die Mitglied der kriminellen Bruderschaft sind oder mit ihr zu tun haben. Rincón und Cortado werden in die Bruderschaft aufgenommen, woran sich zunächst ein „Novizenjahr“ anschließt, das aber nicht beendet wird.

## Textanalyse

### Themen
Organisierte Kriminalität
Monipodios Bruderschaft hat ihre Tätigkeit gut organisiert: Die einzelnen Mitglieder besitzen abgesteckte Reviere und sind auf gewisse Tätigkeitsfelder spezialisiert. So gibt es beispielsweise spezialisierte „Schnüffler“, die würdig und graubärtig sind und Objekte auskundschaften, bei denen sich kriminelle Aktionen lohnen. „Dabei seien es sehr ehrenhafte, wohlbeleumundete und gottesfürchtige Menschen, die ein solides Leben führten und jeden Tag voller Andacht die Messe hörten“ und dennoch bei Monipodios Bruderschaft von Nutzen sind. Die Bruderschaft verfügt über Satzungen, gegen die zu verstoßen mit Todesstrafe bedroht ist, und über ein Mitgliederregister sowie ein Auftragsbuch, das ein „Prügelverzeichnis“ beinhaltet, ein „Verzeichnis der Messerstiche, die in dieser Woche verabreicht werden sollen“, und ein „Verzeichnis der gewöhnlichen Belästigungen“, zu denen Bedrohungen, Verbreitung von Spottnamen, Kot- oder Tintenschmierereien gehören. Auch die Obrigkeit wird dazu gebracht mitzuspielen: Zu den „Wohltätern“ der Bruderschaft gehören „der Polizeidiener, der uns einen Wink gibt, und der Folterknecht, der Mitleid mit uns hat“, sowie ein „Strolchenvogt“: Der „vertuscht für uns an einem Tage mehr, als wir ihm an hundert Tagen zustecken können.“
Scheinheiligkeit
Schon auf dem Weg zu Monipodio schildert Ganchuelo die „Frömmigkeit“ der kriminellen Bruderschaft, die den „Rosenkranz die ganze Woche hindurch“ betet. In Monipodios Residenz erkunden Rincón und Cortado die Hauskapelle mit einem schlechten Marienbild, einem Henkelkorb als Almosenkasten und einer weißen Waschschüssel als Weihwasserbecken. Doch die Frommtuerei der kriminellen Burschenschaft macht sich nicht nur an der Hauskapelle fest: Die Bruderschaft pflegt beispielsweise „die Sitte, jährlich eine bestimmte Anzahl von Messen für die Seelen unserer verstorbenen Wohltäter lesen zu lassen“, und Monipodio hat verfügt, dass die Mitglieder der Bruderschaft „einen gewissen kleinen Anteil von allem, was wir stehlen, für das Öl der Ewigen Lampe stiften, die vor einem wundertätigen Gnadenbild hier in der Stadt brennt“, was Cortado zur Frage veranlasst: „Dann behaupten die Herren also nur um dieser einen kleinen Abgabe willen, daß sie ein heiliges und Gott wohlgefälliges Leben führen?“ Am Schluss beeindruckt Rincón die „ruhige Zuversicht, mit der sie alle glaubten, trotz ihrer Diebstähle, Mordtaten und anderen Übertretungen der göttlichen Gebote dereinst in den Himmel zu gelangen, sofern sie nur ihre Gebete regelmäßig verrichteten.“
Aufgesetzte Sprache
Die Kriminellen in der Novelle begegnen sich oft mit ausgesuchter Höflichkeit: Sie reden sich beispielsweise gelegentlich mit „Herr Edelmann“ oder „Euer Gnaden“ an. Ferner versuchen sie sich in edler Sprache, was aber oft an Fremdwörtern scheitert. So sagt Ganchuelo „Solomike“, wenn er „Sodomit“ meint., Monipodio „Stupendum“, wenn er „Stipendium“, sowie „Pumpe und Solität“, wenn er „Pomp und Solemnität“ meint. Juliana Cariharta lobt ihren Repolido als „Judas Makabeller“ statt Judas Makkabäus, Chiquiznaque redet von Destruktion statt Instruktion, und Maniferro berichtet von einem „Ohrenfeust, der die dicke Euri aus der Hölle geholt hat“, wenn er sich auf Orpheus und Eurydike bezieht.

### Figurenkonstellation

#### Hauptfiguren
- Pedro del Rincón und Diego Cortado. Sie sind etwa vierzehn bis fünfzehn Jahre alt, maximal siebzehn.[3] Cortados Vater ist Strumpfmacher und Schneider[24], „und bei meinem hellen Kopf ging ich bald vom einfachen Zuschneiden auf das Beutelschneiden über“, so Cortado.[25] Rincóns Vater handelt mit Almosenablässen. „Eines schönen Tages aber begeisterte ich mich mehr für das Geld, das bei dem Ablaßverkauf hereinkam, als für die Ablaßzettel selbst“:  Rincón macht sich mit den Almosenablässen davon.[26] Sowohl Rincón als auch Cortado sind „gut gewachsen, machten jedoch beide einen recht abgerissenen, zerlumpten und heruntergekommenen Eindruck.“[3]
- Monipodio. Er ist 45 bis 46 Jahre alt, hochgewachsen, stark behaart. „Alles in allem war er der gröbste und ungeschlachtetste Kerl, den man sich denken konnte.“[27] Diesem „rohen, plumpen und gewissenlosen Menschen“ bringen die Mitglieder der Bruderschaft großen Respekt entgegen.[11]

#### Nebenfiguren (Auswahl)
- Chiquiznaque und Maniferro. Diese beiden schnurrbärtigen[28] „Eisenfresser“[29] sind vergleichsweise gut bewaffnet und ausstaffiert mit „breitkrempigen Hüten, wallonischen Halskrausen, farbigen Strümpfen, protzigen Kniegürteln, übergroßen Degen, zwei langen Pistolen an Stelle des Dolches und kleinen Schilden, die ihnen am Hosengurt hingen.“[28] Maniferro heißt so, „weil er an Stelle seiner einen Hand, die ihm von Gerichts wegen abgehauen worden war, eine eiserne Hand trug.“[29]
- Escalanta, Gananciosa und Juliana Cariharta. Es handelt sich bei diesen drei Frauen um Prostituierte, von denen letztere mit Repolido liiert ist, einem Spieler und Schläger, der sie gerade verprügelt hat und sie nun in Monipodios Residenz aufsucht, um seine Beziehung wieder zu kitten.[30]
- Mutter Pipota. Eine Heuchlerin, die Diebesgut verborgen hält[11], zwanghaft Andachten verrichtet und ihre „Wachskerzlein“ vor einem Marien-Altar und einem „Kruzifix des hl. Augustin“ aufstellen muss, der in De civitate Dei (IV,4) die Frage stellte: „Was sind überhaupt Reiche, wenn die Gerechtigkeit fehlt, anderes als große Räuberbanden?“[29]

## Wirkung
Rinconete und Cortadillo sind im Cervantes-Monument auf dem Plaza de España in Madrid verewigt. Die Novelle oder Arbeiten an der Novelle müssen bereits vor 1605 existiert haben, da eine Figur im ersten Teil von Don Quijote (Kapitel 47) ein Manuskript des Werks besitzt: „Der Wirt trat jetzo zu dem Pfarrer heran und gab ihm ein Heft Papiere […]. Der Pfarrer dankte ihm dafür, schlug die Papiere auf und fand gleich, daß es zu Anfang der Handschrift hieß: ‚Novelle von Rinconete und Cortadillo‘.“ Eine deutsche Bearbeitung der Novelle erfolgte 1617 durch Niclas Ulenhart unter dem Titel Historia von Isaac Winckelfelder und Jobst von der Schneid.

## Deutschsprachige Textausgaben
- Miguel de Cervantes Saavedra: Riconete [sic] und Cortadillo. In: Miguel de Cervantes Saavedra: Meistererzählungen: Die Beispielhaften Novellen. (=detebe-Klassiker. Band 22527). Aus dem Spanischen von Gerda von Uslar. Diogenes, Zürich 1993. ISBN 3-257-22527-X. S. 177–230.
- Miguel de Cervantes Saavedra: Rinconete und Cortadillo. In: Miguel de Cervantes Saavedra: Sämtliche Erzählungen. Aus dem Spanischen von Gerda von Uslar. Anaconda, Köln 2016. ISBN 978-3-7306-0330-7. S. 177–230.